# جون أيريك أوديغارد
جون أيريك أوديغارد (بالنرويجية البوكمول: Jon Eirik Ødegaard)‏ هو لاعب كرة قدم نرويجي في مركز الوسط، ولد في 29 سبتمبر 1972 في تروندهايم في النرويج. لعب مع نادي روسنبورغ ونادي فوليرينغا.